# Дезира, Матьё
Матьё Дезира (фр. Mathieu Desirat; 1774 — 1812) — французский военный деятель, полковник (1809 год), барон (1810 год), участник революционных и наполеоновских войн. Убит в Бородинском сражении.

## Биография
Начал службу 1 апреля 1791 года в 18-м драгунском полку, бывшем Королевском. 3 апреля 1794 года становится бригадиром, 20 апреля 1794 года - вахмистром. Сражается в рядах армии Западных Пиренеев и Итальянской армии. Затем участвует в экспедиции в Египет, становится старшим вахмистром 19 октября 1798 года, ранен в сражении при Абукире 25 июля 1799 года. Младший лейтенант - 23 июня 1800 года, лейтенант - 8 марта 1801 года, капитан - 19 августа 1801 года.
После возвращения во Францию, он был назначен капитаном штаба 20 июня 1802 года и служил в Армии Берегов Океана, 14 июня 1804 года стал легионером ордена Почётного легиона. Участвовал в кампаниях в Австрии и в Пруссии. 13 сентября 1806 года зачислен в звании капитана в драгунский полк Императорской гвардии. Сражался в польской кампании 1807 года, был произведён в командиры эскадрона 8 июля 1807 года, после чего в 1808 году с полком отбыл в Испанию.
16 марта 1809 года назначен полковником 11-го конно-егерского полка, и во главе его сделал Австрийскую кампанию 1809 года в составе бригады Пажоля, 10 июня 1809 года стал офицером ордена Почётного легиона. Отличился в Ваграмском сражении.
Возведенный в ранг барона Империи в 1810 году, принял участие в Русской кампании 1812 года. 15 июля 1812 года сменил генерала Сен-Женье, попавшего в плен, во главе бригады лёгкой кавалерии, одновременно продолжая командовать своим полком. Погиб 7 сентября 1812 года в Бородинском сражении.

## Титулы
- Шевалье Дезира и Империи (фр. chevalier de Desirat et de l'Empire; 20 августа 1808 года);
- Барон Дезира и Империи (фр. baron de Desirat et de l'Empire; декрет от 15 августа 1809 года, патент подтверждён 30 июля 1810 года).